# Coelenterazin
Coelenterazin ist ein Naturstoff aus der Gruppe der Luciferine und dient als Substrat der Enzyme Luciferase, Aequorin und Obelin in verschiedenen Organismen der Erzeugung von Licht (Biolumineszenz). Der Name leitet sich von Coelenterata (Hohltiere) ab, aus dessen Vertreter Aequorea victoria erstmals Coelenterazin isoliert wurde. Darüber hinaus wurden Coelenterazin bzw. analoge Substanzen, wie beispielsweise Coelenterazin h, in Strahlentierchen, Nesseltieren, Ruderfußkrebsen, Pfeilwürmern und Kalmaren nachgewiesen. In Gegenwart von Sauerstoff (Oxidation) reagiert Coelenterazin mit diesen Enzymen und befähigt damit diese zur Abspaltung von Kohlendioxid und Coelenteramid in einer autokatalytischen Reaktion unter Freisetzung von Energie in Form eines Lichtquants.
Coelenterazin wird gemeinsam mit dem Luciferase-Enzym der Seefeder Renilla reniformis, dessen Gen als Reporter fungiert, in den Biowissenschaften genutzt. Dabei kommt es vor allem in der funktionellen Genforschung zum Einsatz.

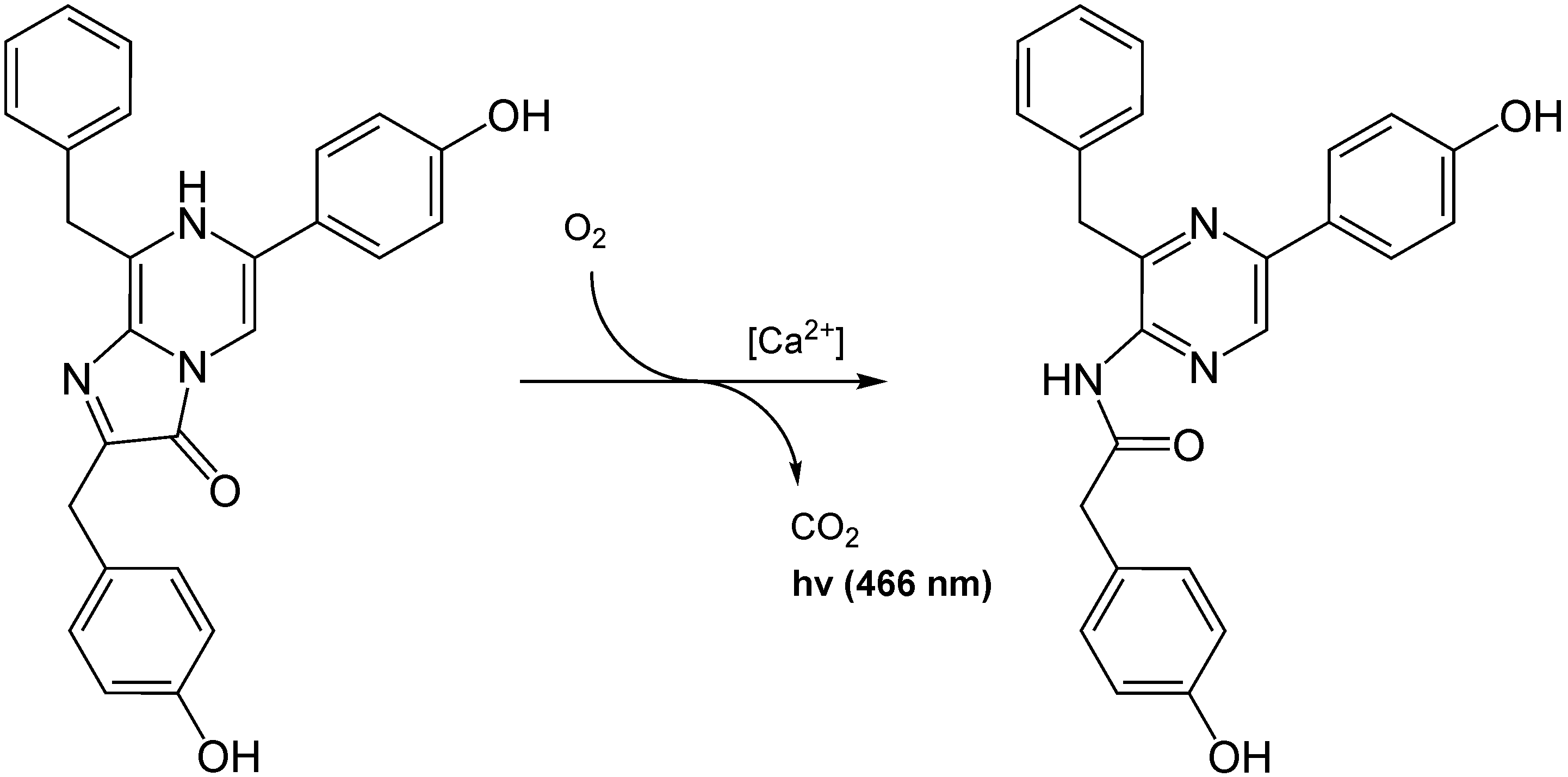
Aequorin katalysiert die Oxidation von Coelenterazin (links) zu Coelenteramid; beim Zerfall einer energiereichen Zwischenstufe entsteht Licht.